# Ольховиков, Анатолий Арсентьевич
Анато́лий Арсе́нтьевич Ольховико́в (1 сентября 1938, п. Висим, Висимский район, Свердловская область — 9 февраля 2003, Чусовой, Пермский край) — уральский журналист, поэт, прозаик.

## Биография
Родился в рабочей семье. Воспитывался матерью, работавшей на железной дороге.
Окончив в 1956 году школу, устроился в мартеновский цех Нижнетагильского металлургического комбината. Сначала работал десятником по транспорту, затем шихтовщиком. После был переведён на должность литсотрудника многотиражной газеты треста «Тагилстрой».
В 1967 г. окончил Нижнетагильский педагогический институт по специальности «русский язык и литература». Работал преподавателем в Серебрянской средней школе.
С 1975 по 1977 г. — сотрудник редакции газеты «Красное Знамя» Свердловского облисполкома, затем — «Путь Ильича». В 1977 году уехал на Камчатку, где был принят на работу в региональный комитет по ТВ и РВ. Спустя два года, возвращается на Урал, в город Полевской, в качестве сотрудника редакции газеты «Рабочая правда». В 1980-х работал грузчиком, электромонтёром, плотником на предприятиях Нижнего Тагила и Кушвы. В 1989-м Анатолий Ольховиков вернулся к журналистской деятельности — был принят на должность заведующего промышленным отделом газеты «Кушвинский рабочий». Но вскоре переехал на постоянное жительство в г. Чусовой Пермского края, где с апреля 1990-го по октябрь 1992 г. работал в газете «Чусовской рабочий». Здесь из-под его пера вышло немало фельетонов под псевдонимом «Насон Грядущий».
На рубеже веков публиковался в журнале «Уральский следопыт». Несколько очерков вышло уже после смерти Анатолия.
Анатолий Ольховиков — автор фантастических рассказов «На острове Зелёном» (1977), «ЗОИЛ» (1989). Создал повесть «Камень», отмеченную Виктором Астафьевым, с которым состоял в переписке. Выпустил два сборника стихов: «Подорожники» (1991) и «Ржавое небо» (1998). На стихотворение "Детские зорьки — забытые фрески..." бардом Владимиром Стругановым написана песня. 
Умер 9 февраля 2003 года в Чусовом. Похоронен на кладбище посёлка Комарихинский.

### Семья
- Вторая жена — Валентина Николаевна Ольховикова, библиотекарь Чусовской центральной библиотеки им. А. С. Пушкина
- Дочь от первого брака — Татьяна (род. 1977)

### Книги
- Ольховиков А. Подорожники: стихи. — Чусовой, 1991. — 86 с.
- Ольховиков А. Ржавое небо: стихи. — Чусовой, 1998. — 111 с.

### Отдельные статьи
- Ольховиков А. Успенская обитель // Уральский следопыт. — 2001. — № 12
- Ольховиков А. Копально // Уральский следопыт. — 2003. — № 7
- Ольховиков А. «…И по щеке земли скатилась» // Уральский следопыт. — 2004. — № 4